# Bombardeo de la prisión de Sa'dah de 2025
El bombardeo de la prisión de Sa'dah fueron cuatro ataques aéreos llevados a cabo el 28 de abril de 2025 por la Fuerza Aérea de los Estados Unidos contra un centro de detención de migrantes operado por los hutíes en la ciudad de Sa'dah, en Yemen. Los ataques dejaron al menos 68 migrantes africanos muertos y otros 47 heridos.

## Antecedentes
Desde principios de 2024, Estados Unidos llevó a cabo una campaña de ataques aéreos contra los hutíes en sus territorios controlados en Yemen como respuesta a sus ataques a buques comerciales y navales en el mar Rojo y el golfo de Adén en apoyo de Palestina en medio de la guerra de Gaza. El 15 de marzo de 2025, Estados Unidos lanzó la Operación Rough Rider, una intensificación de su campaña de bombardeos en la que cambió sus principales objetivos de la infraestructura militar hutí a atacar al liderazgo del grupo. La campaña se produjo en medio de crecientes esfuerzos para presionar a Irán, los principales partidarios de los hutíes durante el segundo mandato del presidente Donald Trump. Según el ejército estadounidense, la operación destruyó «múltiples instalaciones de comando y control, sistemas de defensa aérea, instalaciones de fabricación de armas avanzadas y lugares de almacenamiento de armas avanzadas» de los hutíes, Sin embargo, la organización de vigilancia Airwars afirmó que el cambio de estrategia puso a los civiles en mayor riesgo ante los ataques estadounidenses.
La prisión preventiva de la ciudad de S'adah se había utilizado como centro de detención de migrantes durante varios años antes del ataque. Según The Washington Post, Naciones Unidas la ha descrito como un antiguo cuartel militar y, más recientemente, como centro de detención. Un investigador de derechos humanos en Yemen afirmó que dejó de tener fines militares para los hutíes en 2015 o 2016, mientras que otro investigador, Adnan Al-Gabarni, afirmó que sigue siendo un recurso importante, aunque misterioso, para los hutíes y que «los migrantes son solo una fachada». Otro edificio del complejo fue atacado previamente en un ataque aéreo de la coalición liderada por Arabia Saudí en 2022, con 91 muertos. Un portavoz militar saudí afirmó que los hutíes utilizaban el lugar con fines militares, pero un informe de la ONU indicó que sus representantes visitantes no observaron indicios de que tuviera una función militar.
El complejo tiene una superficie de 50 acres y está rodeado por un muro. Los dos edificios atacados en el complejo medían unos 120 pies de largo y estaban separados por una carretera. Los edificios tipo almacén tenían un diseño similar, con techos corrugados y cimientos básicos de hormigón. En el momento del ataque albergaban a unos 115 inmigrantes africanos indocumentados. Los detenidos eran en su mayoría etíopes y somalíes, junto con otros africanos que buscaban principalmente cruzar la frontera hacia Arabia Saudita. Los hutíes afirmaron que el centro de migrantes funcionaba bajo la supervisión de la Organización Internacional para las Migraciones y el Comité Internacional de la Cruz Roja, aunque ambas organizaciones negaron esta afirmación. La instalación estaba en una zona abierta lejos de cualquier base militar.

## Bombardeos
El 28 de abril de 2025, poco antes de las 05:00 hora local, el complejo fue alcanzado por varios ataques aéreos lanzados mientras sus ocupantes dormían. Abed Ibrahim Saleh, un sobreviviente, dijo: «Los aviones impactaron cerca dos veces. La tercera vez nos alcanzaron». Un activista etíope local afirmó que al menos tres ataques aéreos impactaron directamente los edificios del complejo en una larga sucesión, mientras que un cuarto impactó cerca de ellos. Los ataques destruyeron la ambulancia del centro y su puerta principal, lo que dificultó las operaciones de rescate.
Trevor Ball, ex especialista en explosivos del ejército estadounidense, dijo que probablemente se utilizaron múltiples bombas GBU-39 de fabricación estadounidense en el ataque y creía que los objetivos fueron atacados intencionalmente debido a la naturaleza guiada de precisión de las municiones y al hecho de que múltiples ataques impactaron las instalaciones. The Washington Post identificó al menos dos pozos de espoleta GBU-39 dentro de los restos. Una investigación visual realizada por The New York Times concluyó que en el ataque se utilizaron al menos tres bombas GBU-39; en el lugar se encontraron dos pozos de espoleta y una parte del sistema de guía.

## Víctimas
Según el canal de televisión Al-Masirah, afiliado a los hutíes, y la organización de derechos humanos Euro-Mediterranean Human Rights Monitor, los ataques mataron al menos a 68 personas e hirieron a otras 47, todos ellos inmigrantes africanos. La cantidad de somalíes muertos fue «muy pequeña», según un líder comunitario local, ya que un grupo había sido desalojado del centro tres días antes. Al-Masirah difundió imágenes de los equipos de emergencia recuperando al menos una docena de cadáveres entre los escombros de hormigón y metal de un gran edificio con paredes parcialmente destruidas y sin techo.
La Cruz Roja apoyó a la Sociedad de la Media Luna Roja de Yemen en la respuesta de emergencia al ataque. Un funcionario de las Naciones Unidas declaró más tarde ese mismo día que «dos hospitales cercanos ya han recibido a más de cincuenta heridos, muchos de ellos en estado crítico». The Washington Post analizó las imágenes publicadas por los hutíes que muestran las secuelas del ataque. Identificaron al menos treinta y ocho muertos y treinta y dos heridos. Señalaron que era casi seguro un recuento inferior al real y no pudieron determinar si todas las víctimas eran civiles, pero también señalaron que no se veía equipo militar en las imágenes. The New York Times dijo que no podía confirmar de forma independiente que todas las víctimas del ataque fueran migrantes.

## Reacciones
|          | Mando Central de los Estados Unidos | Twitter |
| @CENTCOM |                                     |         |

             Para preservar la seguridad operativa, hemos limitado intencionalmente la divulgación de detalles sobre nuestras operaciones actuales o futuras. Si bien nuestro enfoque operativo es muy deliberado, no revelaremos detalles específicos sobre lo que hemos hecho ni lo que haremos.
         

        27 de abril de 2025

Una declaración del Mando Central de los Estados Unidos (CENTCOM) emitida el día antes del ataque justificó su retención de detalles relacionados con sus operaciones en Yemen. Más tarde ese mismo día, después de que los medios locales informaran del ataque aéreo, un funcionario del Departamento de Defensa de los Estados Unidos dijo que el CENTCOM estaba «al tanto de las afirmaciones de víctimas civiles relacionadas con los ataques estadounidenses en Yemen, y tomamos esas afirmaciones muy en serio». Se agregó que «actualmente estamos realizando nuestra evaluación de daños en batalla e investigación de esas reclamaciones».
El portavoz de los hutíes, Mohammed Abdulsalam, calificó el ataque como un «crimen brutal» en un comunicado publicado en X (antigua Twitter). El Ministerio del Interior de Yemen denunció en un comunicado que «atacar a civiles inocentes y a migrantes es un crimen que se suma al historial de crímenes estadounidenses contra el pueblo yemení y la humanidad en su conjunto».
El portavoz de la ONU, Stéphane Dujarric, calificó el ataque de «profundamente alarmante» e instó a todas las partes a proteger a los civiles, sin mencionar explicitamente al ejército estadounidense. El mismo sentimiento repitió el enviado especial de las Naciones Unidas para Yemen, Hans Grundberg, quien pidió «rendir cuentas por cada pérdida de vidas civiles». Christine Cipolla, jefa de la delegación de la Cruz Roja en Yemen, afirmó: «Es impensable que, mientras las personas están detenidas y no tienen dónde escapar, también puedan quedar atrapadas en la línea de fuego».